# Csubela Ferenc
Csubela Ferenc (Eszék, 1937. szeptember 15. – Újvidék, 1995. november 27.) vajdasági magyar államférfi, kisebbségi jogvédő, 1991-1994 között szerbiai népképviselő a szerb országgyűlésben, a Vajdasági Magyarok Demokratikus Közösségének alapító tagja, majd a VMSZ első elnöke. Politikai pályájában a fő fókuszt az jelentette, hogy a kisebbségek Vajdaságban ugyanolyan jogokat kapjanak, mint a délszlávok. Mára már a feledés homályába tűnt, 1994/1995 fordulóján egy alternatív politikai irányt mutatott a kisebbségi magyar politikai életben.

## Életpályája
Apja horvát, anyja magyar volt. A második világháború a szülőket szétválasztotta. Édesanyja Bácskossuthfalván nehéz körülmények között nevelte fel. 1964-ben fejezte be a főiskolát és Topolyán kezdett dolgozni. 1965-től 1973-ig Topolyán a Szocialista Szövetség Községi Választmányának elnöke, és országos képviselő, azonban a vajdasági magyar nemzeti közösség érdekei melletti kiállása miatt meghurcolták. 1980-tól 1995-ig a bácskossutfalvi értelmi fogyatékosokat gondozó szakosított szociális intézet igazgatója. A munkatársai és a gondozottak is nagy megbecsüléssel övezték.
A VMDK alapítójaként elnökségi tag, majd alelnök. A második világháború utáni első szerbiai (1990. decemberi) demokratikus választásokon a Vajdasági Magyarok Demokratikus Közösségének képviselőjeként került a Köztársasági Parlamentbe, ahol 1993-ig tevékenykedett. Csubela Ferenc volt a VMDK, majd a VMSZ első parlamenti bloggere az 1990-es évek első felében.
A VMDK Közgyűlésén 1994-ben Zentán bekövetkezett szakadás után, annak ellenére, hogy alelnökké választották, kizárták a szervezet munkájából. Emiatt ő is egyik kezdeményezője volt az új magyar politikai-érdekvédelmi szervezet megalakításának, és a zentai alakuló közgyűlésen a Vajdasági Magyar Szövetség (VMSZ) elnökévé választották. Ezt a tisztséget töltötte be egészen haláláig. 1995. november 20-án közlekedési balesetet szenvedett, és november 27-én belehalt sérüléseibe. Bácskossutfalván (Stara Moravica) a Központi temetőben helyezték örök nyugalomra.
Sokrétű társadalmi munkája mellett aktívan sakkozott, politikai munkájáról naplót vezetett. Írásait a tóthfalusi Logos Grafikai Műhely jelentette meg 1997-ben, Naplóm címmel. 

## Díjak, elismerések
1995. december 18-án a Magyar Köztársaság miniszterelnöke a Kisebbségekért-díjat adományozta Csubela Ferencnek, a délszláv háború kitörését követően a vajdasági kényszerbesorozások ellen való emberéleteket megmentő, példamutató kiállásáért, parlamenti szerepléseiért, életútját végigkísérő következetes kisebbségvédelmi tevékenységéért.